# Ambloplites ariommus
Ambloplites ariommus és una espècie de peix pertanyent a la família dels centràrquids.

## Descripció
- Pot arribar a fer 30,5 cm de llargària màxima i 820 g de pes.[5][6]

## Alimentació
Menja peixets, crancs de riu i insectes grossos (com ara, libèl·lules).

## Hàbitat
És un peix d'aigua dolça, demersal i de clima subtropical (38°N-29°N).

## Distribució geogràfica
Es troba a Nord-amèrica: des de Geòrgia fins a Louisiana, Arkansas i Missouri, incloent-hi el riu Mississipi.

## Observacions
És inofensiu per als humans.